# Santorini
Santorini (grekiska: Σαντορίνη) är en grekisk ögrupp i Egeiska havet, som utgör den södra delen av ögruppen och prefekturen Kykladerna, cirka 18 km söder om Ios och 110 km norr om Kreta. Öarnas yta är cirka 72 km² och, befolkningen uppgick till ungefär 15 481 personer år 2024. Santorini är ett av Greklands främsta turistmål.
Santorini kallades tidigare för Thera (grekiska: Θήρα), liksom huvudön än i dag gör, med det nygrekiska uttalet "Thira". Namnet Santorini uppkom på 1200-talet under det latinska kejsardömet, som en hyllning till Sankta Irene. Under antiken kallades Santorini för Strogili, vilket betyder “rundad”. 

## Geografi och geologi

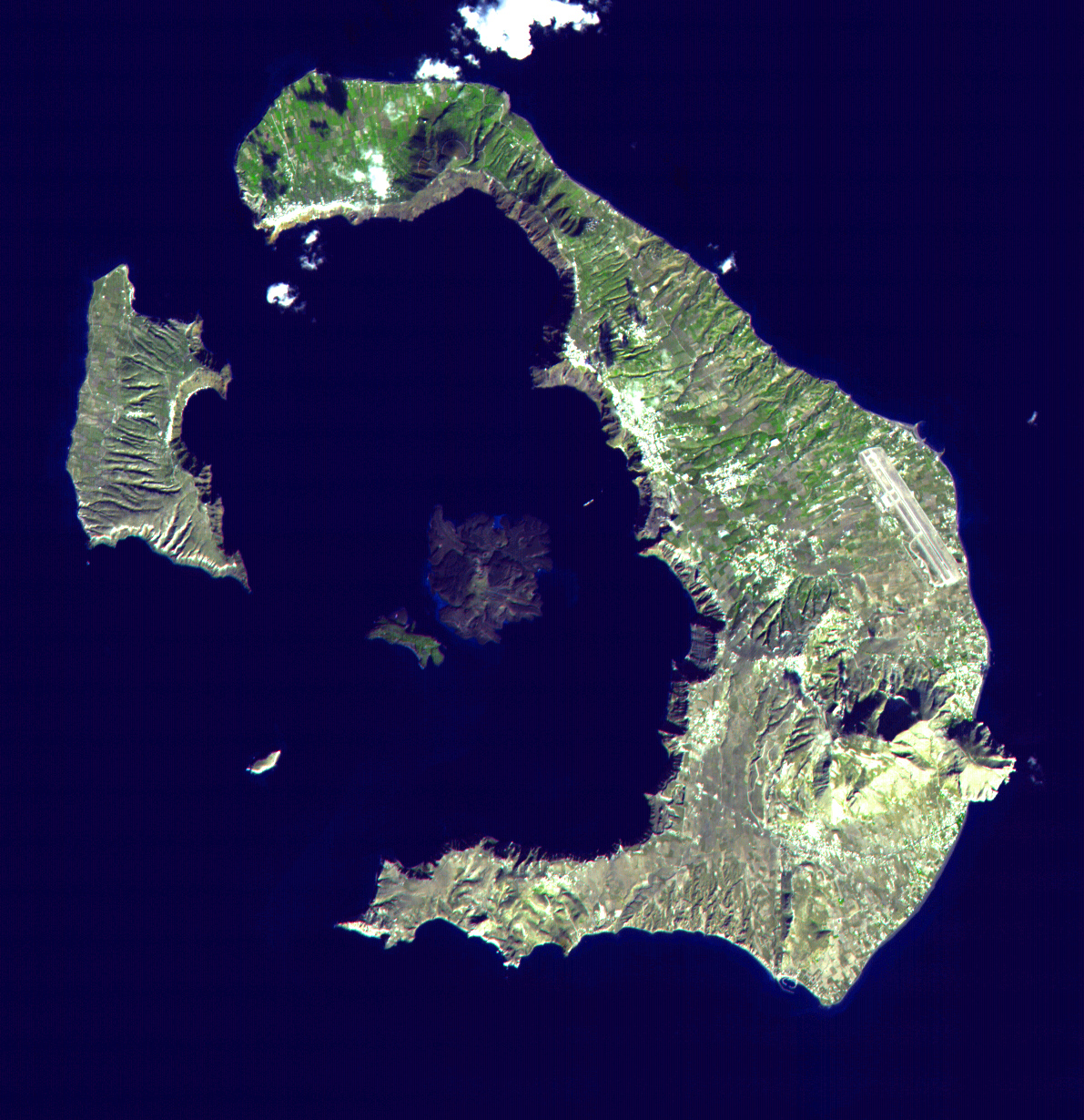
Satellitbild över Santorini. Öar medurs från centrum: Nea Kameni; Palea Kameni; Aspronisi; Therasia; Thera

Tidigare var Santorini en enda stor vulkanö, men efter ett våldsamt utbrott på 1600-talet f.Kr. återfinns bara dess yttre ring (caldera), som gett ögruppen dess cirkelrunda utseende.
Ögruppen består av ön Thera, som är formad som en halvmåne vars konvexa sida är vänd mot öster, och som tillsammans med ön Therasia, som är skild från Thera genom ett 2 km brett sund vid Theras nordvästliga hamn, och klippön Asprosini eller Aspra bildar en regelbunden cirkel, som omsluter en oval lagun, 11 km lång och 60 km i omkrets, med ett medeldjup på 300 m. Mitt i detta finns ytterligare två små vulkanöar, Palaia Kameni och Nea Kameni.
Öarna består av lava, tuff och pimpsten, och runt lagunen ligger cirka 300 meter höga klippor. In mot lagunen stupar ögruppens stränder brant, medan yttersidorna sluttar flackt ner mot havet. Endast i den sydöstliga delen av Thera träder den kristalliniska berggrunden fram och bildar det 580 meter höga Hagios Ilias. I södra Thera finns ett fruktbart slättlandskap där det bland annat odlas vin. Santorini saknar trädvegetation och rinnande vatten.

### Geologisk historia
Den första vulkaniska verksamheten i området förekom troligen under tertiär på bottnen av det dåvarande havet. Aska från utbrottet har hittats i borrkärnor i grönlandsisen över 3 000 år senare.
Ön splittrades i tre delar efter det stora vulkanutbrottet på 1600-talet f.Kr., då vulkanens krater fylldes med vatten.
Senare har det i kraterbäckenets inre skett ett flertal utbrott, som har bildat nya småöar. Således uppstod 197 f.Kr. ön Hiera, den nuvarande Palaia Kaimeni. År 19 och 46 bildades två småöar, som dock snart försvann igen. År 726 blev Palaia Kaimeni betydligt förstorad, och 1457 sjönk en del av den åter i havet.
1570 uppstod en ny ö, Mikra Kaimeni, och 1707–1711 reste sig mellan de båda tidigare öarna Nea Kaimeni, som åter från januari 1866 till oktober 1870 var föremål för upprepade eruptioner. Under dessa utbrott reste sig på öns sydöstra sida den så kallade Georgs vulkan, och mot sydväst skapade de framvällande lavamassorna ön Afroessa, som efterhand smälte samman med Nea Kaimeni. 1925 skedde ett nytt utbrott, som nästan fyllde igen sundet mellan Mikra och Nea Kaimeni, och ännu ett nytt utbrott 1928 fick slutligen de båda öarna att smälta ihop. 1939 och 1950 kom nya utbrott, som dock inte resulterade i några större förändringar.
2012 finns tydliga tecken som tyder på att vulkanen åter har vaknat. Satellitbilder visar att jordytan har rört på sig och höjts med 8 - 14 cm, vilket betyder att magmakammaren under vulkanen expanderat. Forskare vid Oxfords universitet rapporterar i Nature Geoscience att den har blivit 10 -20 miljoner kubikmeter större från januari 2011 till april 2012.

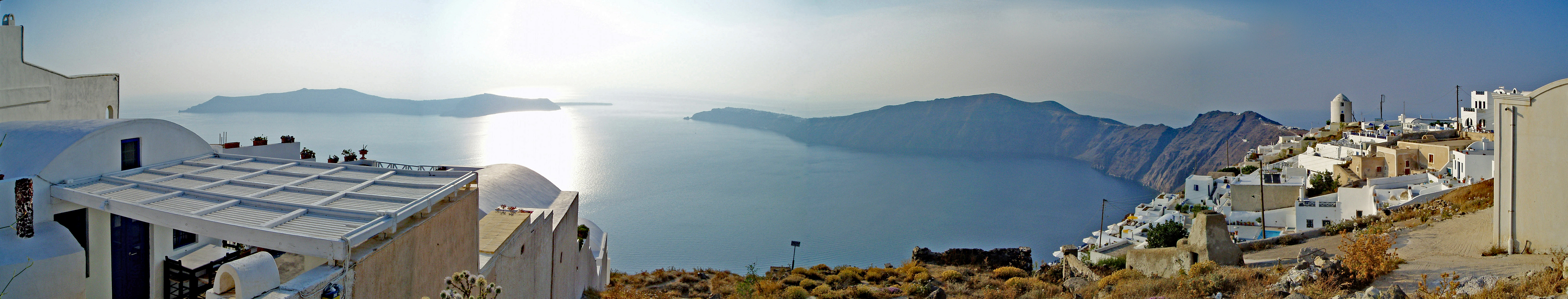
Panorama över calderan

## Historia

### Minoisk tid

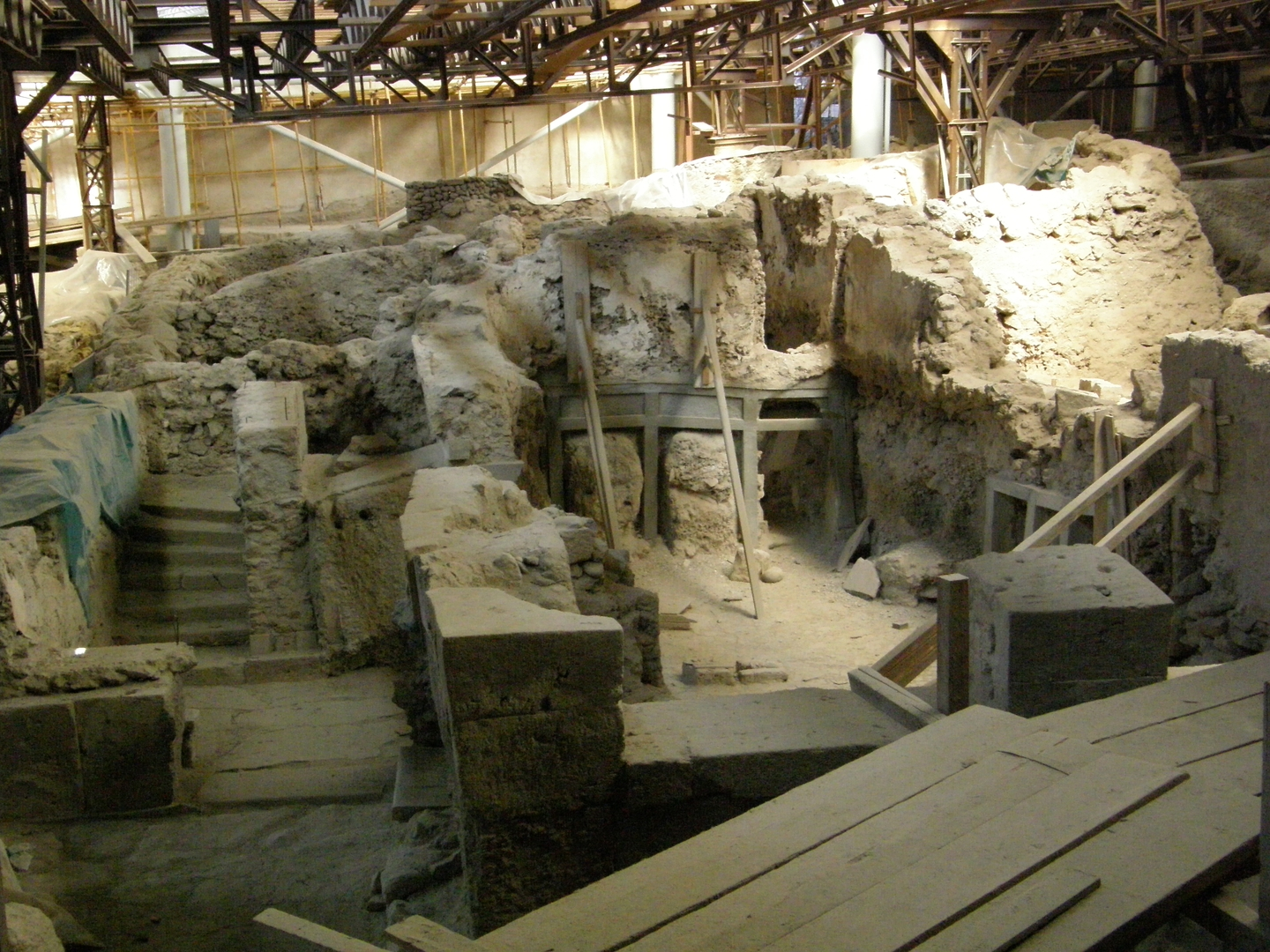
Minoisk bronsåldersbyggnad från Akrotiri

Santorini var på 1600-talet f. Kr. en stor vulkanö med en topp på c:a 1 000 meter över havet. Före vulkanutbrottet som ödelade ön hade den en blomstrande kultur besläktad med den samtidiga minoiska på Kreta. Utbrottet var så kraftigt att en stor del av ön med topp och krater sjönk och fylldes med vatten.[källa behövs] En stor tsunami bildades och svepte ut över havet, och påverkade troligen även den minoiska kulturen på Kreta, som gick under vid ungefär samma tid.
Trots att ön var bebodd vid tiden för utbrottet har man inte funnit några människoskelett.[källa behövs] Troligen har befolkningen varnats av vulkanens uppträdande före utbrottet och evakuerat. Däremot fann man rika fynd av minoisk kultur under ett flera meter tjockt lager av aska från vulkanutbrottet. Se vidare under rubriken Utgrävningar.

#### Teorier om Atlantis
Författare och forskare har spekulerat i att Santorini skulle vara platsen för den sjunkna ön Atlantis, som den grekiske filosofen Platon skriver om cirka 360 f.Kr. En stor del av beskrivningen av Atlantis passar in på den minoiska kulturen och vulkanutbrottet på Santorini på 1600-talet f.Kr.

### Antiken
Efter utbrottet var Santorini troligen obebott under resten av bronsåldern.[källa behövs] På 800-talet f.Kr.[källa behövs] grundade doriska greker från Lakonien en stad som lär vara döpt efter deras ledare Theras[källa behövs]. Kolonin blomstrade upp tack vare skeppsfart och handel, och växte under århundraden. Från Thera grundades omkring 630 f.Kr. kolonin Kyrene på Afrikas nordkust. Thera ställde sig på Spartas sida under de peloponnesiska krigen.[källa behövs] Liksom resten av Grekland kom Thera senare under Rom, och därefter under Bysantinska riket (Östrom).

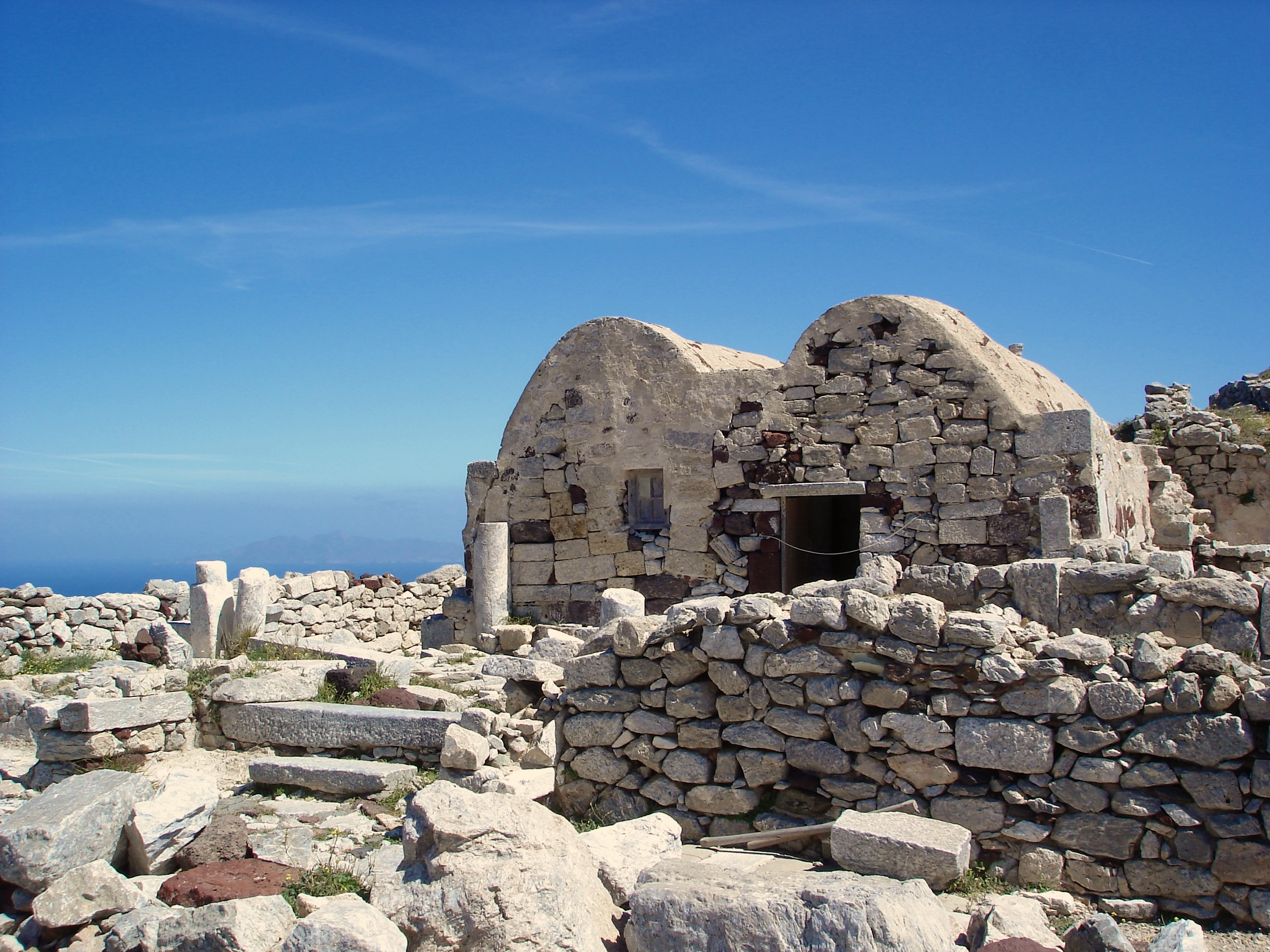
Ruiner av den antika staden Thera

### Medeltiden och senare tid
År 1208, under det fjärde korståget, erövrades Thera från bysantinarna av Marco Sanudo, hertigen av hertigdömet Naxos, som ingick i det latinska kejsardömet. Ögruppen tillhörde sedan Republiken Venedig, och döptes om till Santorini som en hyllning till helgonet Irene.
1566 erövrades ögruppen av Osmanska riket, och fick namnet Deghirmenlik. Det osmanska rikets nergång ledde till att Grekland blev självständigt 1829, och genom första balkankriget 1912 erhöll Grekland en mängd öar, däribland Santorini.

## Näringsliv
De viktigaste näringarna på Santorini är jordbruk och turism.
På Santorini odlas ett dessertvin (vino santo), som länge varit öns huvudprodukt. Vinet exporteras till Europa, och framför allt till Ryssland.
Öns jord, så kallad ”santorinjord” eller pozzolan, som används för att tillverka cement, är en annan viktig exportvara.

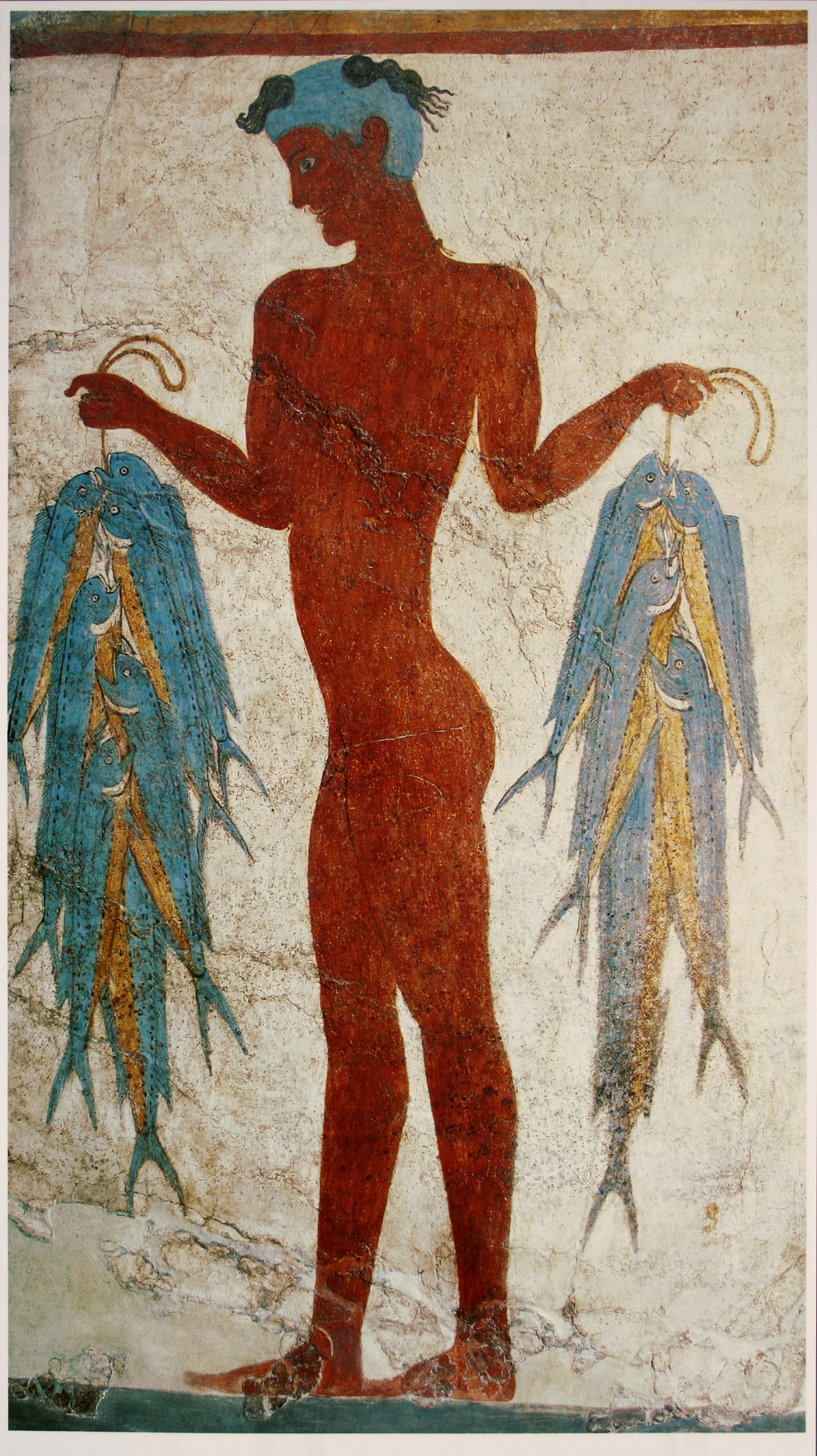
Fresk föreställande en fiskare från det minoiska Akrotiri

## Utgrävningar
Från 1896 företog tysken Hiller von Gärtringen utgrävningar av Santorinis forntida huvudstad. Man grävde då ut en teater, ett tempel, två gymnasier och en rad privathus, och hittade talrika inskrifter och intressanta lämningar av det gamla Thera.
1967 påbörjades nya utgrävningar på Thera, särskilt i staden Akrotiri, under ledning av professor Spyridon Marinatos, och man har lagt fynd av stort intresse i dagen. Halva Akrotiri ligger under vatten,[källa behövs] och endast den södra änden av staden har grävts ut,[källa behövs] men det är tillräckligt för att avslöja att det fanns en regelbunden stadsplan med gator och torg, och hus med två våningar eller fler.
Stora mängder av vackert målad keramik har hittats, men de mest uppseendeväckande fynden var de praktfulla freskerna, som tack vare moderna utgrävnings- och konserveringsmetoder framträder mycket välbevarade och med sin ursprungliga friskhet i behåll. Motiven är mer varierade än de kretiska, och visar förutom scener från vardagslivet och naturmotiv även framställningar av städer och av krigsfartyg med manskap.
Världens äldsta vattenledningsnät och vattentoaletter hör till de mest anmärkningsvärda fynden.[källa behövs] Då vattenledningarna är dubblerade spekuleras det i att det ena systemet var för varmvatten. Geotermisk energi från vulkanen skulle då ha utnyttjats.[källa behövs]
Förutom att ge viktiga bidrag till förståelsen av den minoiska kulturen har utgrävningarna visat att vulkanutbrottet, som kan liknas vid det på Krakatau 1883, antagligen är förklaringen till det plötsliga sammanbrottet av den minoiska civilisationen som också kan observeras på grannön Kreta.

## Galleri

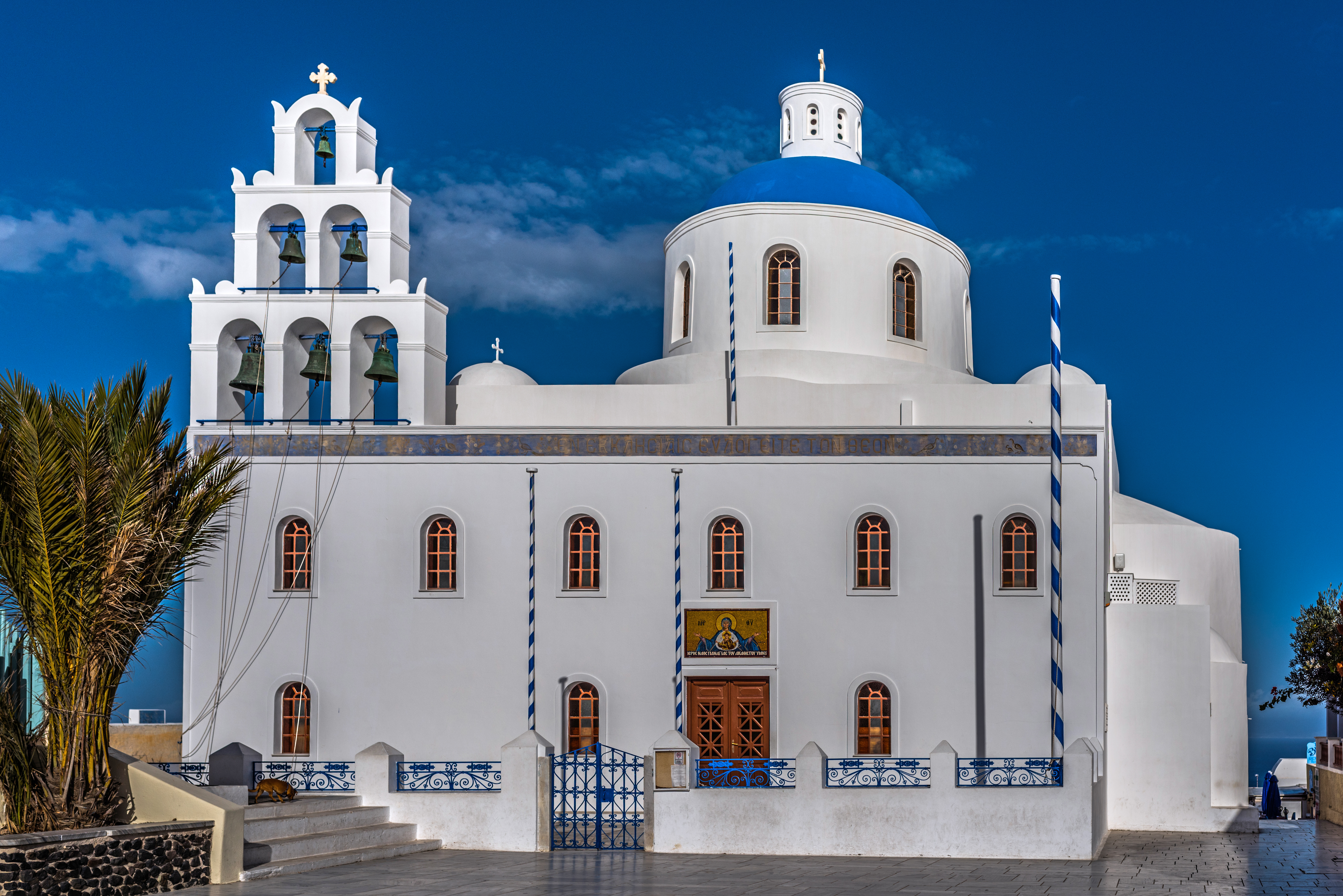
Santorini Kyrka
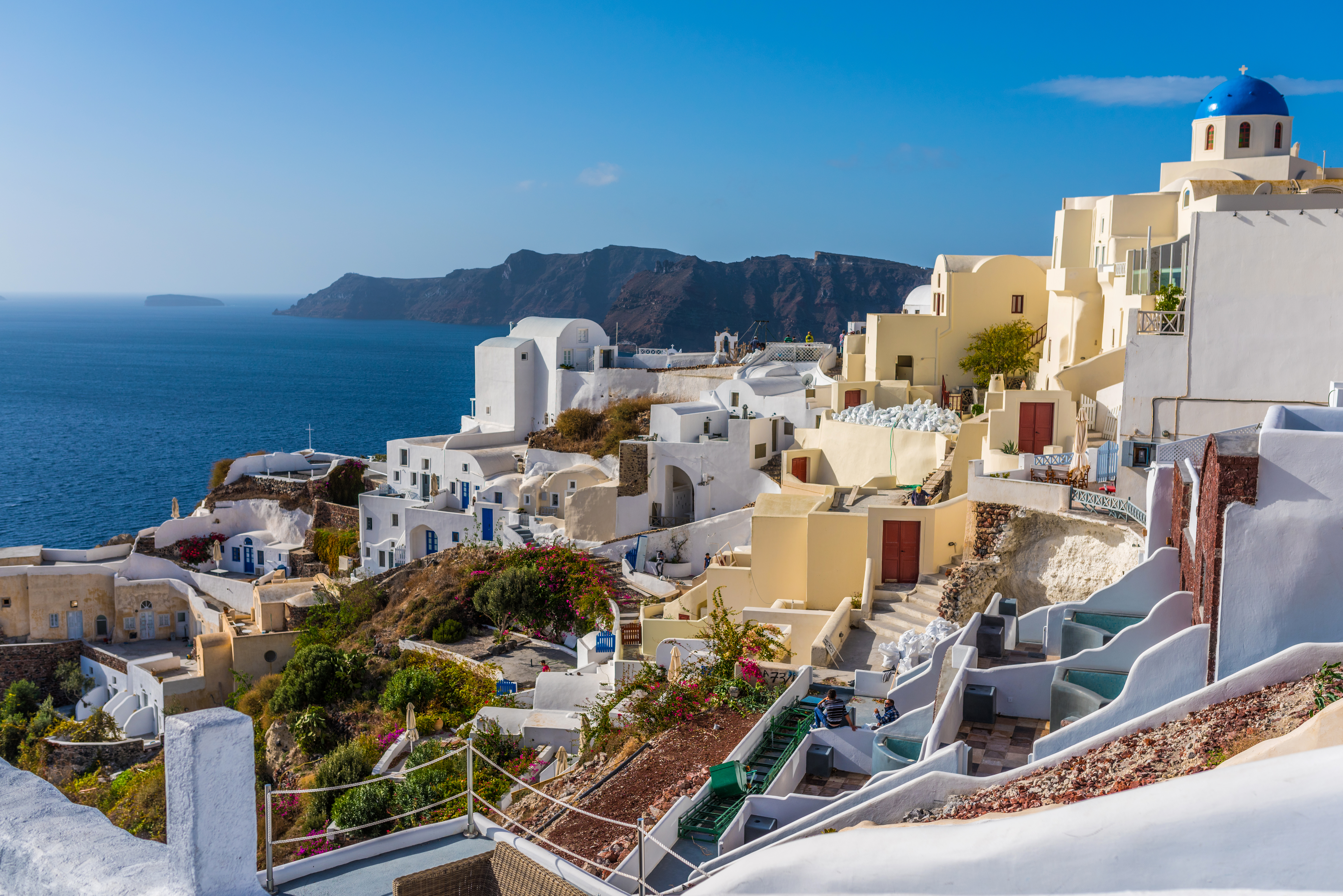
Santorini
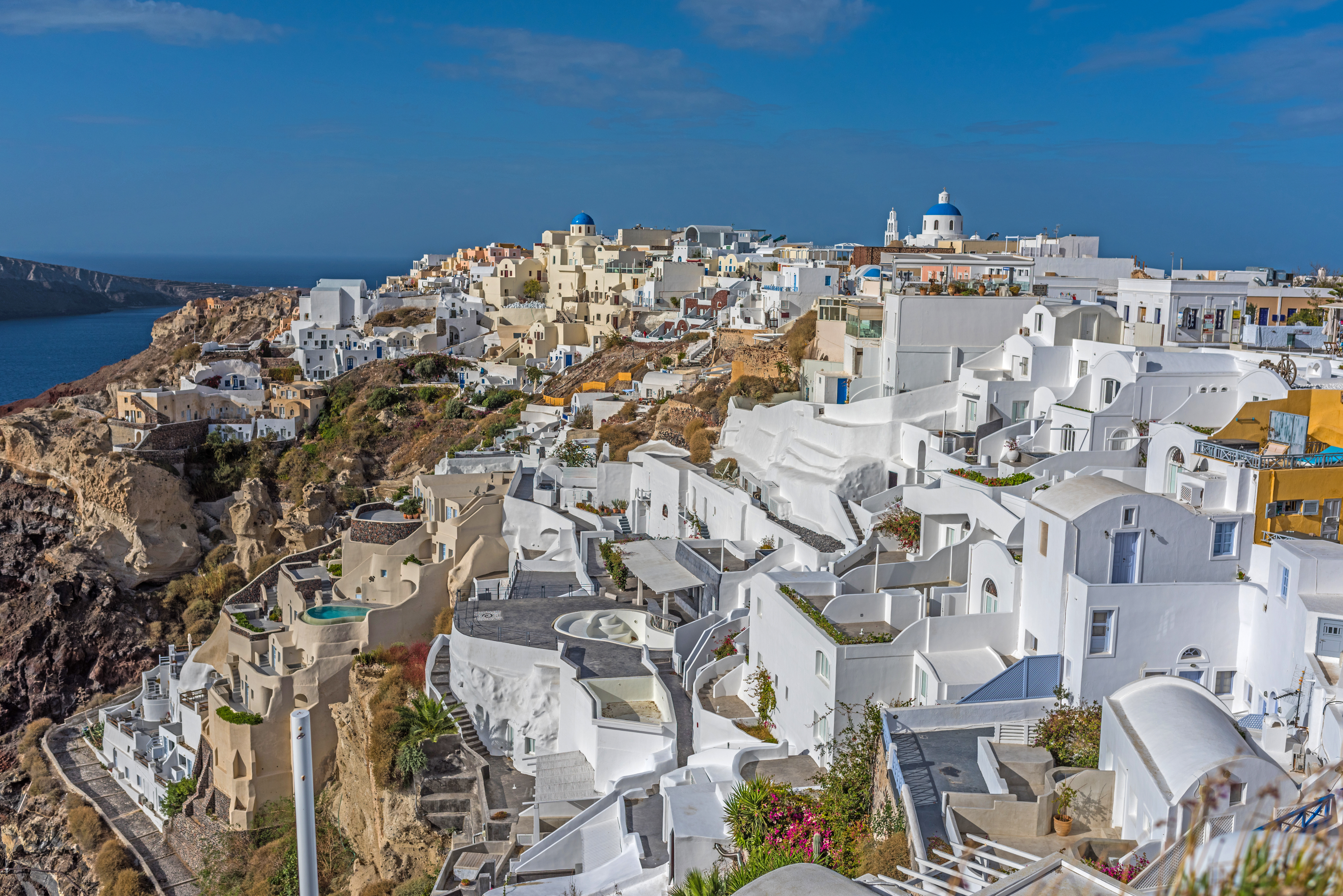
Santorini
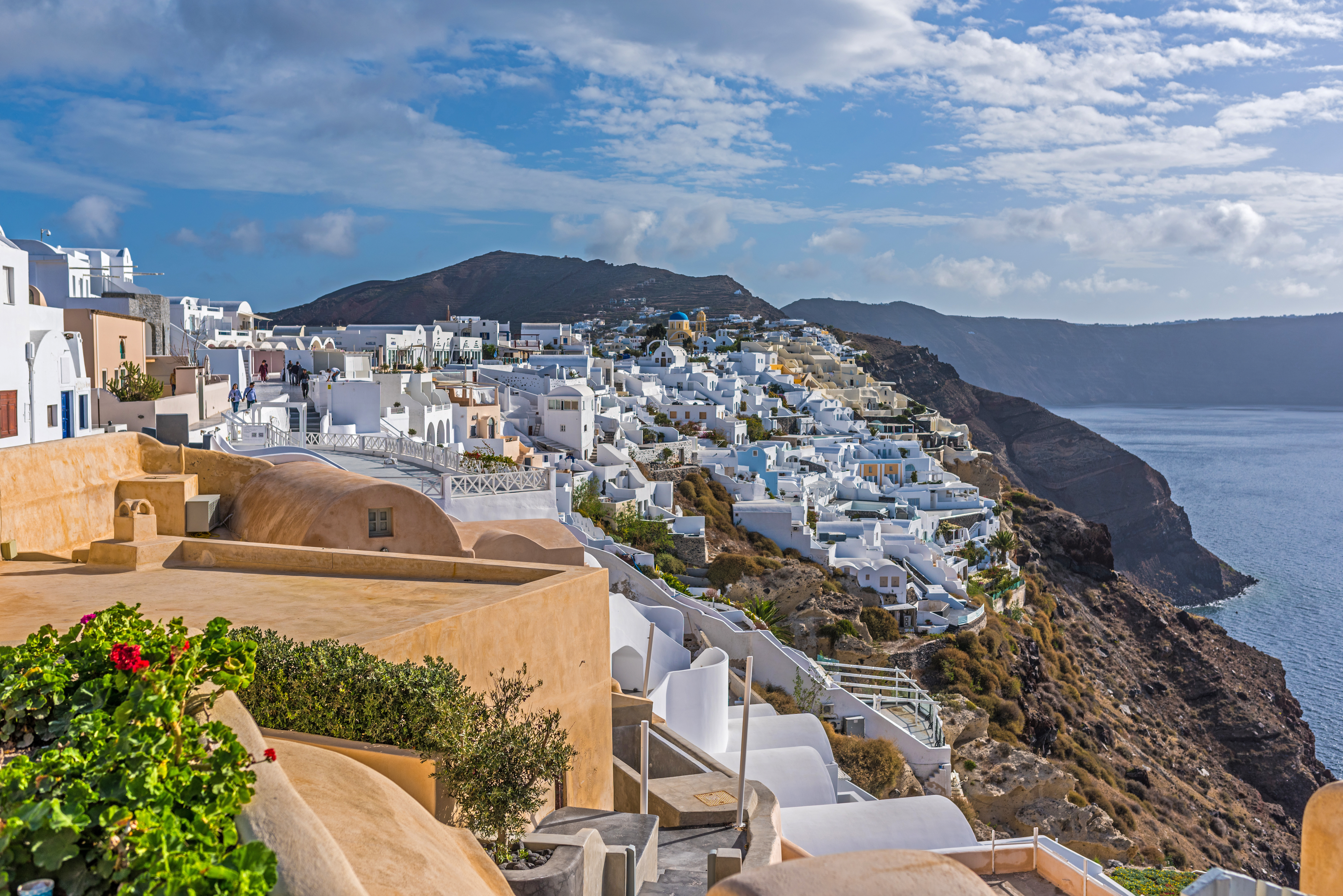
Santorini
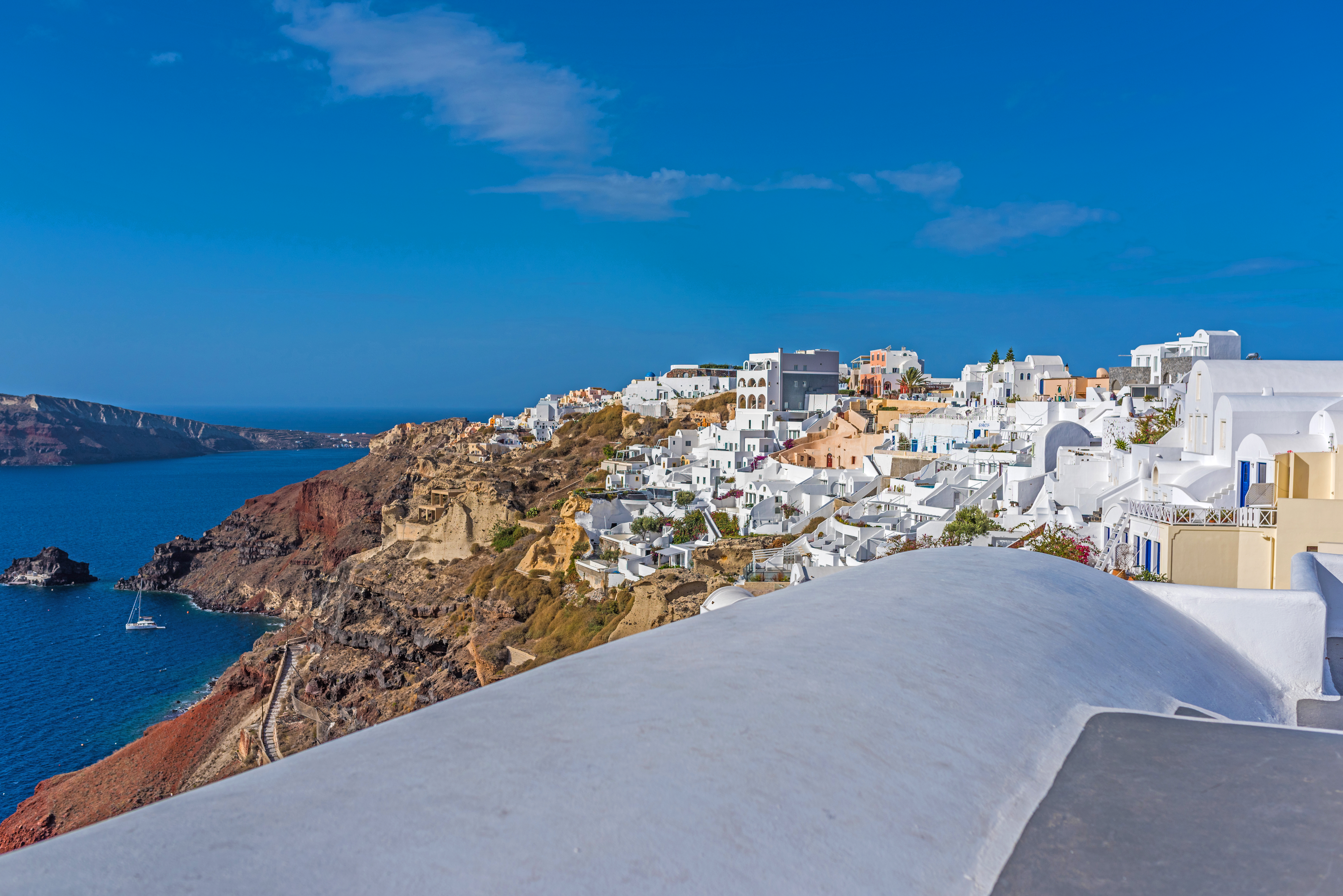
Santorini
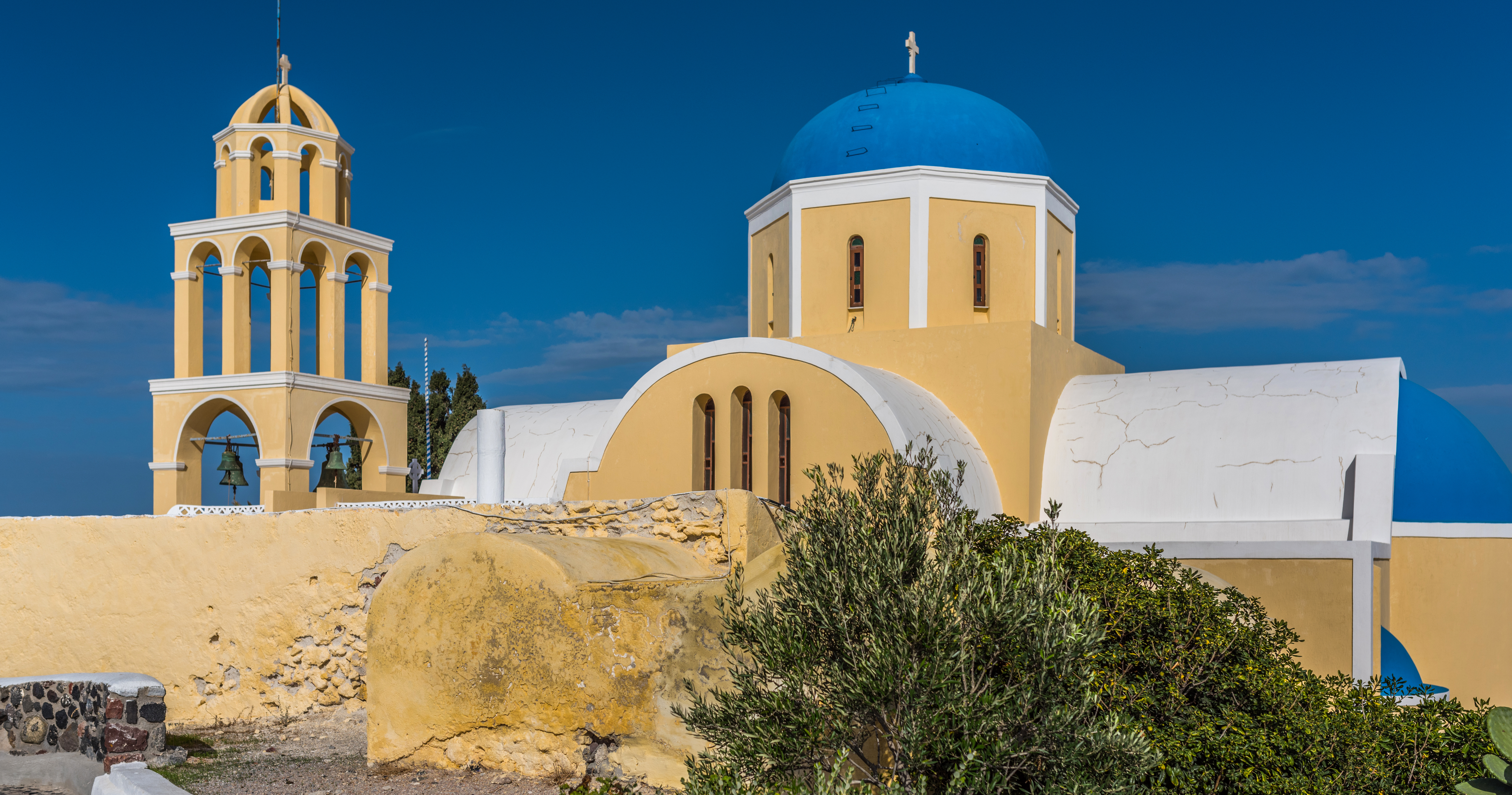
Kyrka i Santorini
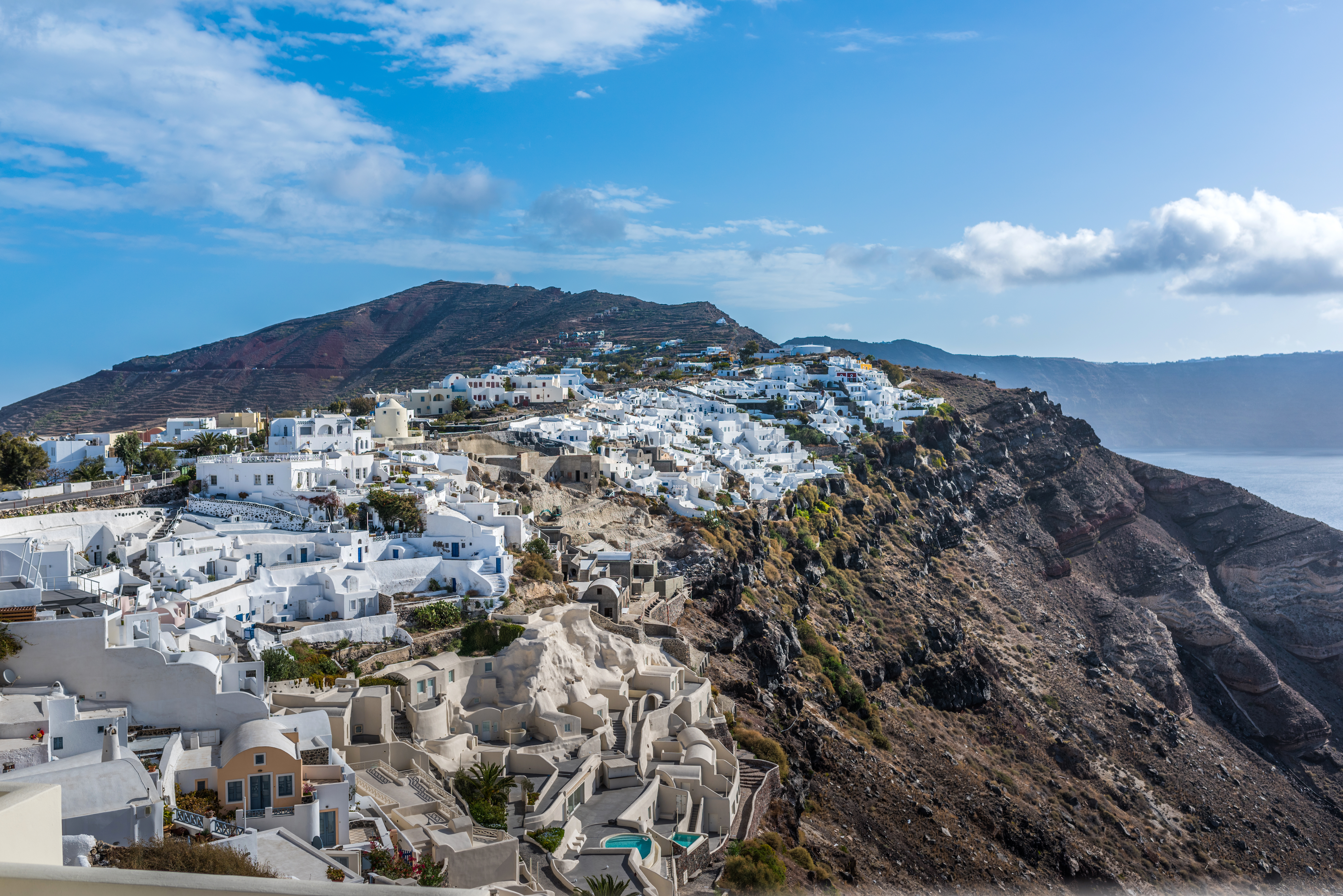
Santorini
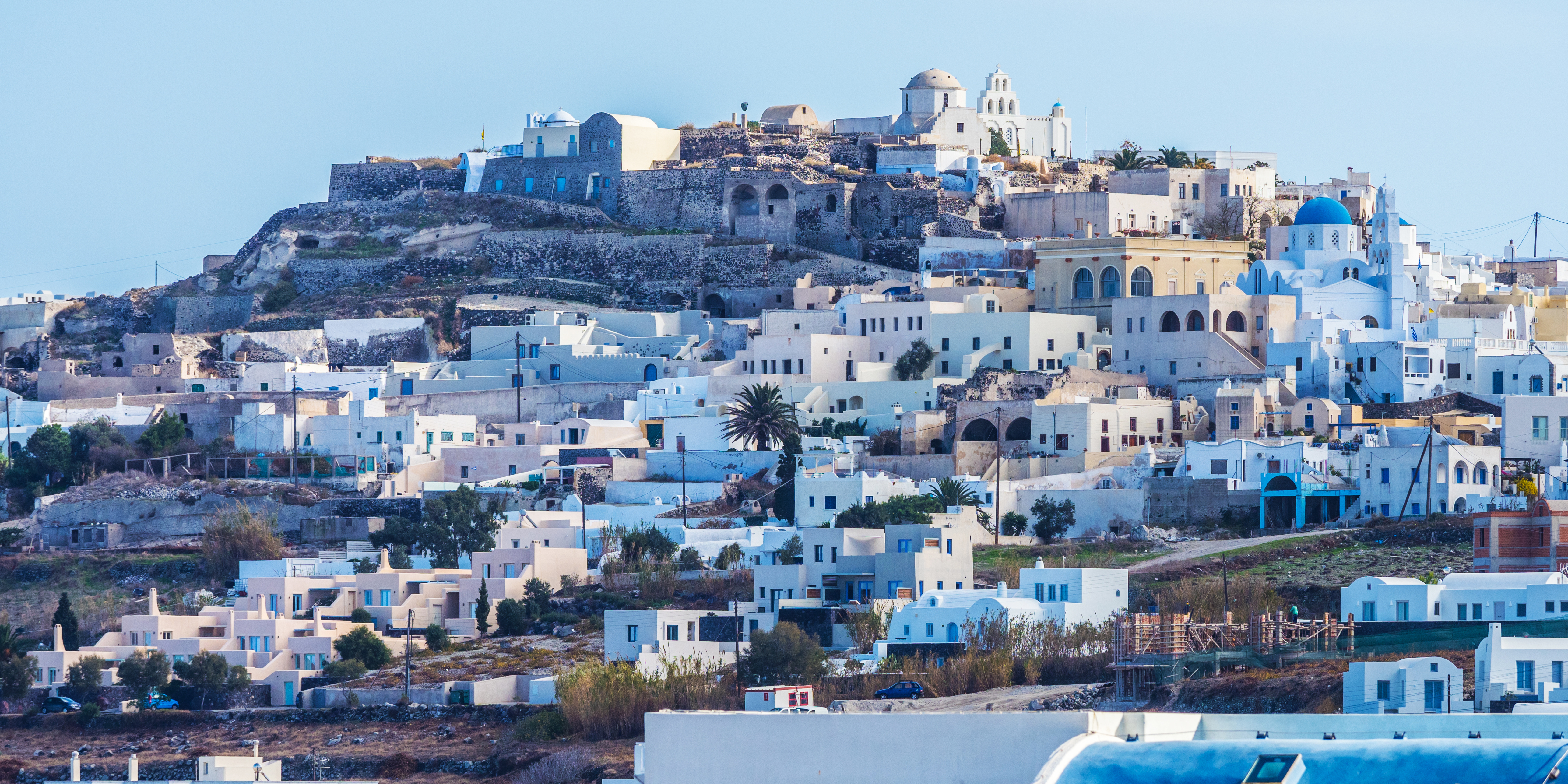
Santorini
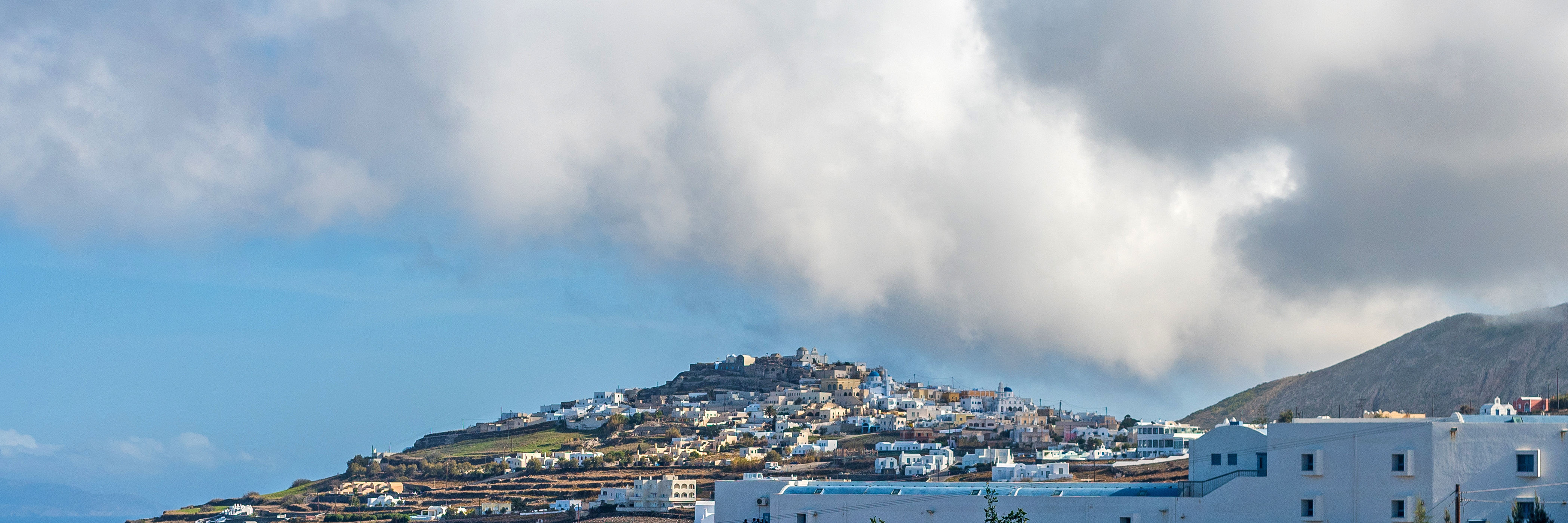
Santorini
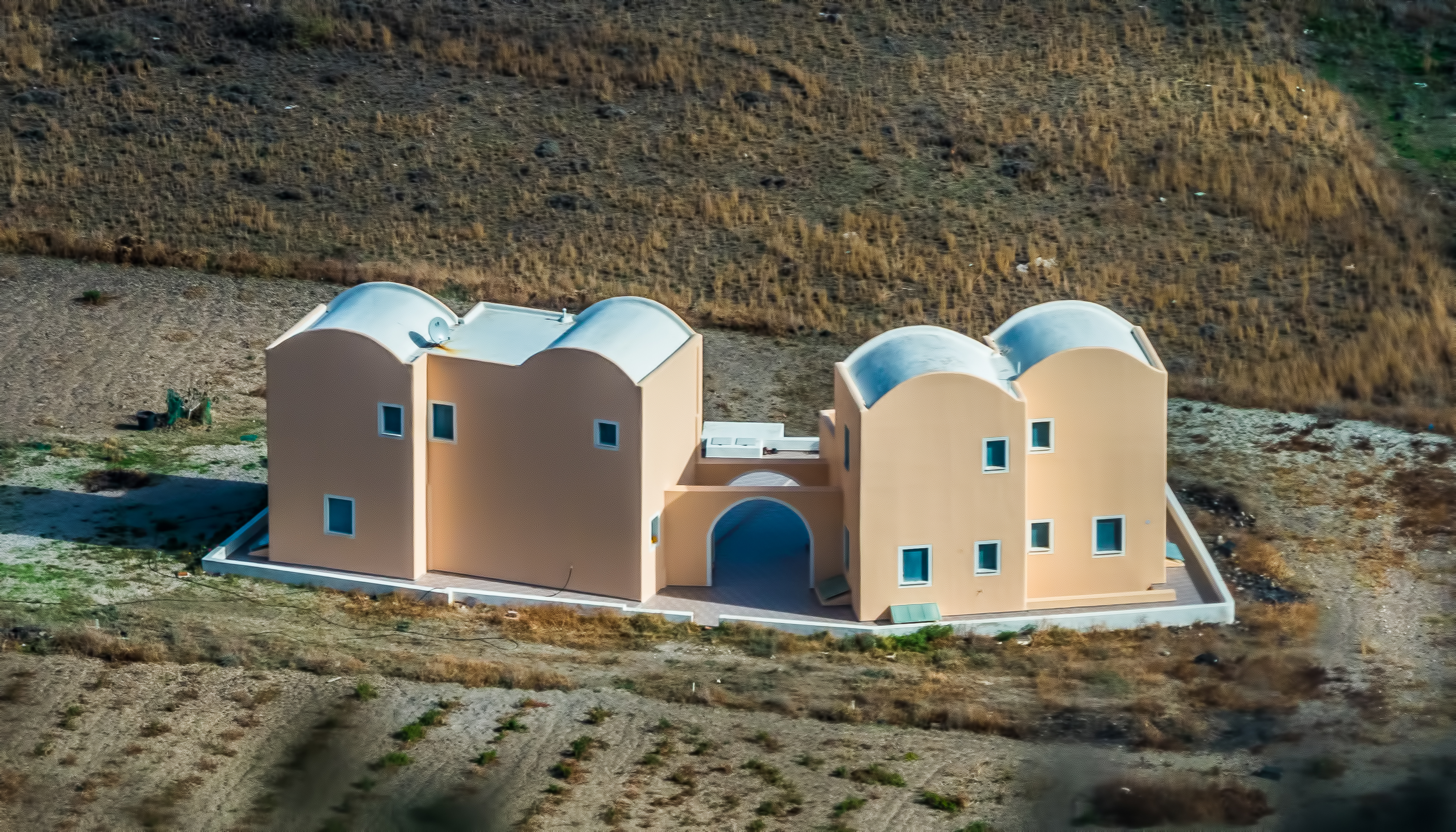
Privat hem i Santorini
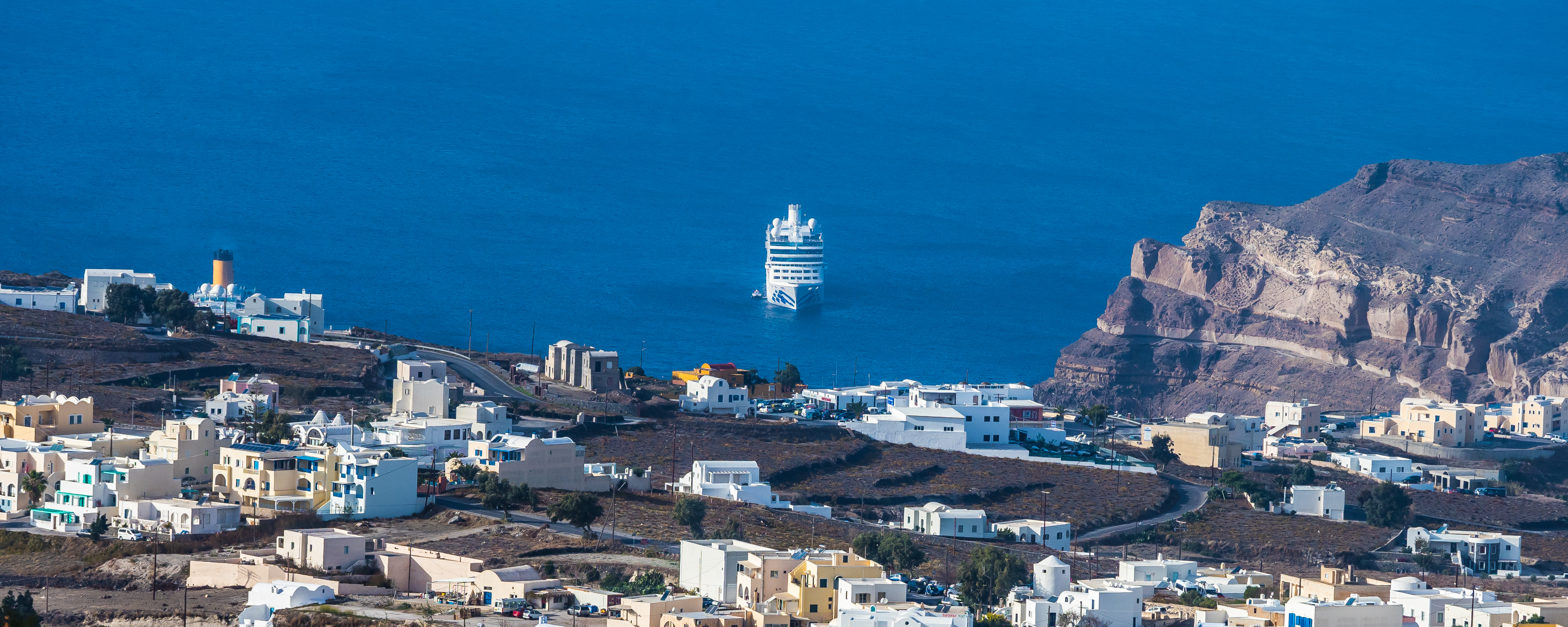
Kryssningsfartyg utanför Santorini
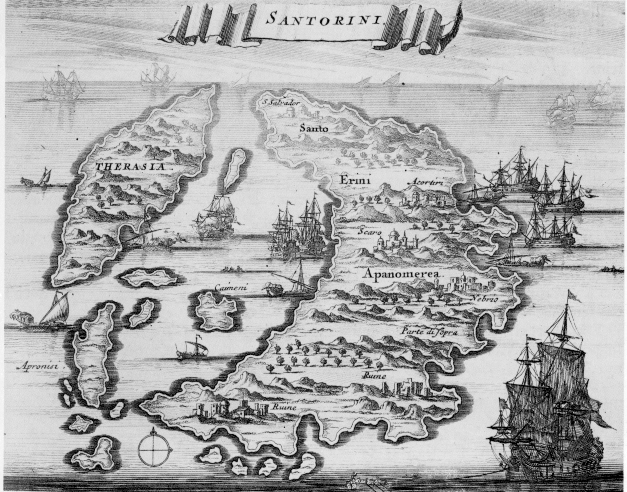
Karta av Santorini 1703
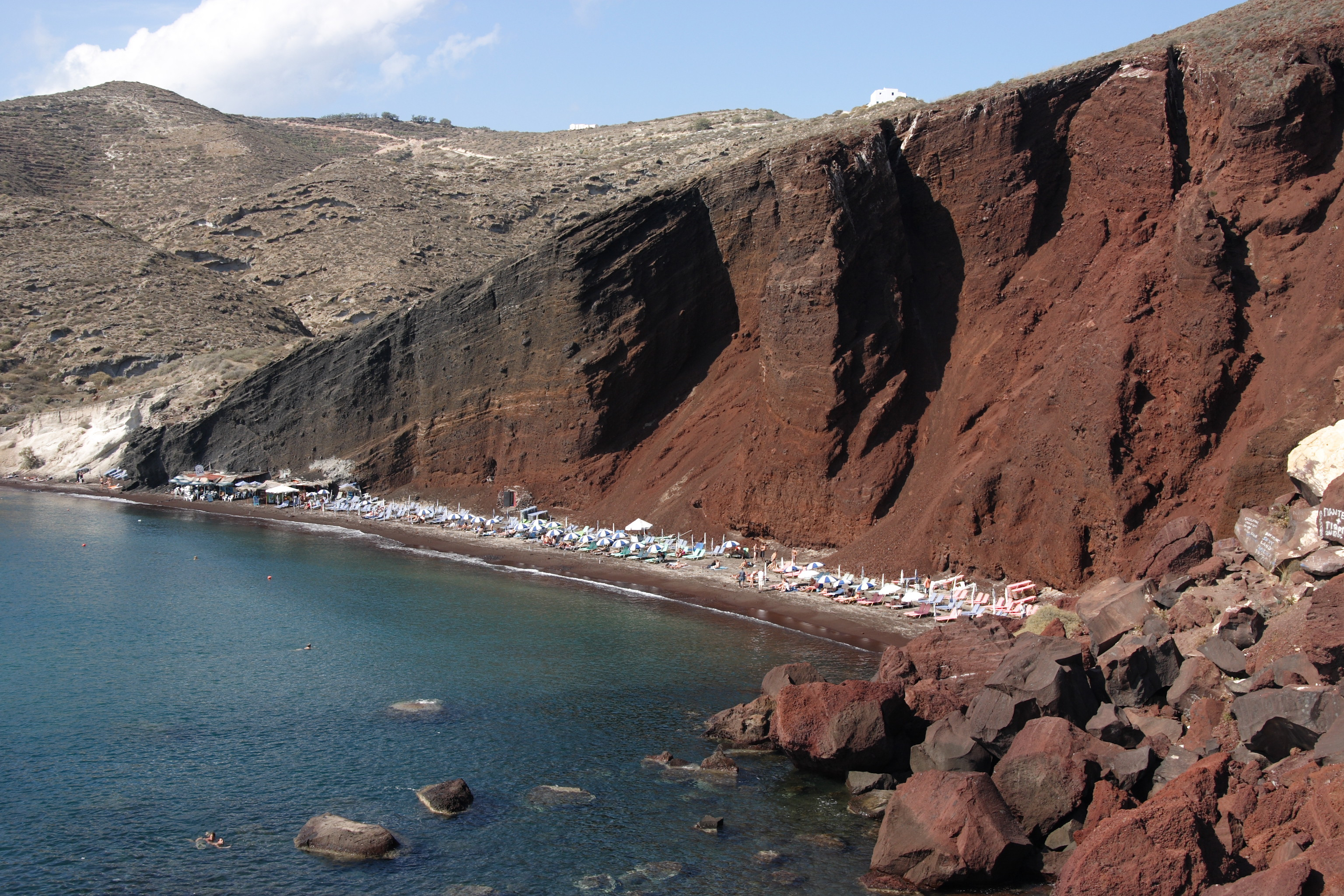
Den röda stranden
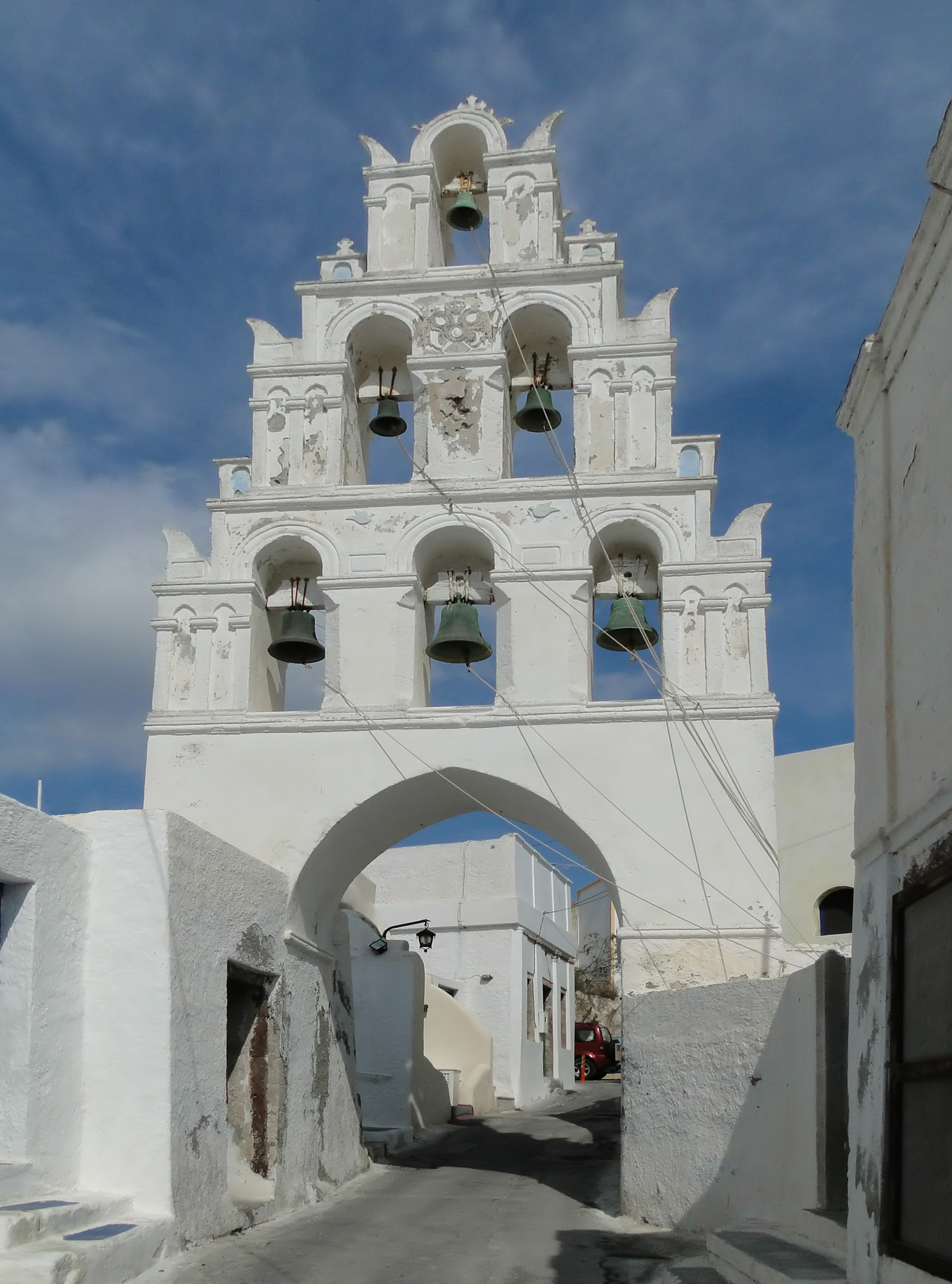
Kyrktorn på Virgin Mary Kyrkan

### Vulkanutbrott
- Thera 1625 f.Kr VEI7
- Samalas 1257  VEI7
- Hōeiutbrottet 1707
- Laki 1783  VEI6
- Tambora 1815  VEI7
- Krakatau 1883  VEI6
- Novarupta 1912  VEI6+
- Mount St Helens 1980 VEI5
- Pinatubo 1991 VEI6